# Synchrotronstrahlung
Als Synchrotronstrahlung bezeichnet man die elektromagnetische Strahlung, die tangential zur Bewegungsrichtung geladener Teilchen abgestrahlt wird, wenn diese aus einer geraden Bahn abgelenkt werden. Da die Ablenkung im physikalischen Sinne eine Beschleunigung (Änderung des Geschwindigkeitsvektors) darstellt, handelt es sich um eine besondere Form der Bremsstrahlung.
Relevant wird die Synchrotronstrahlung bei relativistischen Geschwindigkeiten der Teilchen nahe der Lichtgeschwindigkeit. Der Name Synchrotronstrahlung rührt von ihrem Auftreten in Synchrotron-Teilchenbeschleunigern her, bei denen Teilchen auf Kreisbahnen auf solche Geschwindigkeiten beschleunigt werden. Heutzutage wird Synchrotronstrahlung vielfach verwendet zur Strukturaufklärung von verschiedensten Materialien. Ein Vorteil gegenüber vielen anderen Methoden ist die hohe Brillanz, mit der diese Strahlung erzeugt werden kann.
Synchrotronstrahlung kann auch natürlich im Weltraum bei verschiedensten Prozessen entstehen. Eine natürliche Quelle für Synchrotronstrahlung im All ist z. B. Jupiter, der seine Monde mit dieser Art der Strahlung beschießt.

## Geschichte
Synchrotronstrahlung wurde 1944 von Dmitri Dmitrijewitsch Iwanenko und Isaak Jakowlewitsch Pomerantschuk vorhergesagt. Etwa gleichzeitig wurde ihr Auftreten 1945 von Julian Schwinger am MIT berechnet, der darüber im Sommer 1945 in Los Alamos und bei anderen Gelegenheiten wie dem APS-Treffen im Herbst 1946 in New York vortrug und mit David Saxon veröffentlichte.  Zu der Zeit war von einigen Physikern die Existenz einer solchen Strahlung bezweifelt worden. Man argumentierte, der Kreisstrom der Elektronen würde destruktiv interferierende Strahlung erzeugen, was Schwinger widerlegen konnte.
Zuerst experimentell beobachtet wurde sie 1946 an einem Synchrotron von General Electric bei der Ringbeschleunigung von Elektronen. Zunächst wurde sie nur als störender Energieverlust der beschleunigten Teilchen angesehen. Erst ab Ende der 1970er Jahre begannen Planungen für spezielle Beschleuniger zur Erzeugung von Synchrotronstrahlung.

## Eigenschaften
Der Energieverlust durch Synchrotronstrahlung wird bei relativistischen Geschwindigkeiten, wenn also die Geschwindigkeit nicht mehr klein im Vergleich zur Lichtgeschwindigkeit ist, relevant. Dann wird sie gebündelt in Bewegungsrichtung der Teilchen abgestrahlt und ist größtenteils linear in der Ebene der Bewegungsrichtung polarisiert. Ihr Spektrum ist kontinuierlich und reicht vom Infrarot bis tief in den Röntgenbereich.

### Winkelabhängigkeit

Koordinatensystem mit Polarwinkel und Azimutalwinkel, das Teilchen bewegt sich in der -Ebene

Die differentielle abgestrahlte Leistung pro Raumwinkelelement {\displaystyle \mathrm {d} P/d\Omega } einer auf einer Kreisbahn bewegten Ladung beträgt
{\displaystyle {\frac {\mathrm {d} P}{\mathrm {d} \Omega }}={\frac {q^{2}}{16\pi ^{2}\varepsilon _{0}c}}{\frac {{\dot {\vec {\beta }}}^{2}}{(1-\beta \cos \theta )^{3}}}\left[1-{\frac {\sin ^{2}\theta \cos ^{2}\phi }{\gamma ^{2}(1-\beta \cos \theta )^{2}}}\right]}
wobei das Koordinatensystem so gewählt ist, dass die bewegte Ladung momentan im Ursprung liegt, der Geschwindigkeitsvektor in {\displaystyle z}-Richtung und der Beschleunigungsvektor in {\displaystyle x}-Richtung zeigt. Dann sind {\displaystyle \phi } der Azimutalwinkel und {\displaystyle \theta } der Polarwinkel. Die restlichen in der Gleichung vorkommenden Größen sind:
- die elektrische Ladung des Teilchens {\displaystyle q},
- die Elektrische Feldkonstante {\displaystyle \varepsilon _{0}},
- die Lichtgeschwindigkeit {\displaystyle c},
- die Geschwindigkeit des Teilchens in Einheiten der Lichtgeschwindigkeit {\displaystyle {\vec {\beta }}={\vec {v}}/c} und
- der Lorentzfaktor {\displaystyle \gamma =(1-\beta ^{2})^{-1/2}}

Für hochrelativistische Geschwindigkeiten, {\displaystyle \beta \to 1}, neigt sich das Maximum der abgestrahlten Leistung immer mehr in Vorwärtsrichtung {\displaystyle \theta \to 0}. Dieser Grenzfall lässt sich durch
{\displaystyle {\frac {\mathrm {d} P}{\mathrm {d} \Omega }}\approx {\frac {q^{2}}{2\pi ^{2}\varepsilon _{0}c}}\gamma ^{6}{\frac {{\dot {\vec {\beta }}}^{2}}{(1+\gamma ^{2}\theta ^{2})^{3}}}\left[1-{\frac {4\gamma ^{2}\theta ^{2}\cos ^{2}\phi }{(1+\gamma ^{2}\theta ^{2})^{2}}}\right]}
beschreiben. Nach einer Mittelung über den Azimutalwinkel {\displaystyle \phi } ergibt sich die Wurzel aus dem mittleren quadratischen Öffnungswinkel zu
{\displaystyle {\sqrt {\overline {\theta ^{2}}}}={\frac {1}{\gamma }}={\frac {mc^{2}}{E}}}
und nimmt mit wachsender Energie {\displaystyle E} des Teilchens ab. Im momentanen Ruhesystem erfolgt die Abstrahlung nach der Charakteristik eines Hertz’schen Dipols quer zur Beschleunigung des Teilchens. Die im Laborsystem mit steigender Energie beobachtete zunehmend scharfe Bündelung entlang der Bewegungsrichtung wird durch eine Lorentztransformation verständlich.

### Frequenzverteilung und Polarisation
Die differentielle Intensitätsverteilung der Strahlung eines geladenen Teilchens folgt nach den Liénard-Wiechert-Potentialen für bewegte Ladungen zu:
{\displaystyle {\frac {\mathrm {d} ^{2}I}{\mathrm {d} \omega \,\mathrm {d} \Omega }}={\frac {q^{2}}{16\pi ^{3}\varepsilon _{0}c}}\omega ^{2}\left|\int _{-\infty }^{\infty }\mathrm {d} t\,{\vec {n}}\times ({\vec {n}}\times {\vec {\beta }})e^{\mathrm {i} \omega (t-{\vec {n}}\cdot {\vec {r}}/c)}\right|^{2}}
Da im hochrelativistischen Limes nur kleine Öffnungswinkel interessieren und die Synchrotronstrahlung ähnlich wie ein Scheinwerfer in nur kurzen Pulsen den Beobachtungspunkt überstreicht, führt eine Taylor-Entwicklung in {\displaystyle t} und {\displaystyle \theta } zu
{\displaystyle {\frac {\mathrm {d} ^{2}I}{\mathrm {d} \omega \,\mathrm {d} \Omega }}\approx {\frac {q^{2}}{12\pi ^{3}\varepsilon _{0}c}}\left({\frac {\omega R}{c}}\right)^{2}\left({\frac {1}{\gamma ^{2}}}+\theta ^{2}\right)^{2}\left[K_{2/3}^{2}(\xi )+{\frac {\theta ^{2}}{(1/\gamma ^{2})+\theta ^{2}}}K_{1/3}^{2}(\xi )\right]},
wobei {\displaystyle K_{1/3}} und {\displaystyle K_{2/3}} die Airyschen Integrale bezeichnen. Ihr Argument ist {\displaystyle \textstyle \xi ={\frac {\omega R}{3c}}\left(1/\gamma ^{2}+\theta ^{2}\right)^{3/2}}. Der erste Summand in der Klammer ist dabei die Intensität der in der Bahnebene polarisierten, der zweite Summand der dazu senkrecht polarisierten Strahlung. Das Ergebnis ist unabhängig vom Azimutalwinkel {\displaystyle \phi }, da über eine komplette Umlaufbahn {\displaystyle r(t)} integriert wird und sich die Richtung relativ zum Beschleunigungsvektor herausmittelt.
Die Integration über alle Winkel ergibt
{\displaystyle {\frac {\mathrm {d} I}{\mathrm {d} \omega }}={\sqrt {3}}{\frac {q^{2}}{4\pi \varepsilon _{0}c}}\gamma {\frac {\omega }{\omega _{c}}}\int _{\omega /\omega _{c}}^{\infty }\mathrm {d} x\,K_{5/3}(x)}
mit der kritischen Kreisfrequenz {\displaystyle \textstyle \omega _{c}={\frac {3}{2}}\gamma ^{3}{\frac {c}{R}}} und
die Integration über alle Frequenzen
{\displaystyle {\frac {\mathrm {d} I}{\mathrm {d} \Omega }}={\frac {7}{16}}{\frac {1}{4\pi \varepsilon _{0}}}{\frac {q^{2}}{R}}{\frac {1}{(1/\gamma ^{2}+\theta ^{2})^{5/2}}}\left[1+{\frac {5}{7}}{\frac {\theta ^{2}}{(1/\gamma ^{2})+\theta ^{2}}}\right]}.
Eine vollständige Integration sowohl über alle Winkel als auch Frequenzen ergibt
{\displaystyle I\approx {\frac {7}{24\varepsilon _{0}}}{\frac {q^{2}}{R}}\gamma ^{4}\left[1+{\frac {1}{7}}\right]};
die Intensität der zur Bahnebene parallelen Polarisation ist also siebenmal größer als die der zur Bahnebene orthogonalen.

#### Näherungen für große und kleine Frequenzen
Die Darstellung der Frequenzverteilung als Integral über eine Besselfunktion ist zwar exakt, aber in der praktischen Anwendung unhandlich. Daher existieren folgende Näherungen für kleine Frequenzen
{\displaystyle \left.{\frac {\mathrm {d} I}{\mathrm {d} \omega }}\right|_{\omega \ll \omega _{c}}\approx \left({\frac {\Gamma (2/3)}{\pi }}\right)^{2}\left({\frac {3}{2}}\right)^{1/3}{\frac {q^{2}}{2\varepsilon _{0}c}}\gamma \left({\frac {\omega }{\omega _{c}}}\right)^{1/3}}
mit der Gammafunktion {\displaystyle \Gamma }, die den Wert {\displaystyle \Gamma (2/3)\approx 1{,}354} annimmt und für große Frequenzen
{\displaystyle \left.{\frac {\mathrm {d} I}{\mathrm {d} \omega }}\right|_{\omega \gg \omega _{c}}\approx \left({\frac {3}{8\pi }}\right)^{1/2}{\frac {q^{2}}{2\varepsilon _{0}c}}\gamma \left({\frac {\omega }{\omega _{c}}}\right)^{1/2}e^{-\omega /\omega _{c}}}

### Totale Leistung
Die totale Leistung ergibt sich nach einer Integration der Leistung über den kompletten Raumwinkel zur Larmor-Formel
{\displaystyle P={\frac {q^{2}}{6\pi \varepsilon _{0}c}}\gamma ^{6}\left(({\dot {\vec {\beta }}})^{2}-({\vec {\beta }}\times {\dot {\vec {\beta }}})^{2}\right)}.
Bei einer Kreisbahn ist die Beschleunigung immer orthogonal zur momentanen Bewegungsrichtung. Es kann daher mit Beträgen statt mit Vektoren gerechnet werden. Des Weiteren ist der Betrag der Zentripetalbeschleunigung {\displaystyle {\dot {\beta }}=c\beta ^{2}/R}. Es folgt
{\displaystyle P={\frac {c}{6\pi \varepsilon _{0}}}{\frac {q^{2}}{R^{2}}}\beta ^{4}\gamma ^{4}}.
Der gesamte Energieverlust eines Teilchens pro Umlauf beträgt daher
{\displaystyle \Delta E=P\Delta t=P{\frac {2\pi R}{\beta c}}={\frac {1}{3\varepsilon _{0}}}{\frac {q^{2}}{R}}\beta ^{3}\gamma ^{4}}
Für relativistische Geschwindigkeiten, also {\displaystyle \beta \approx 1}, wird dies zu:
{\displaystyle \Delta E\approx {\frac {1}{3\varepsilon _{0}}}{\frac {q^{2}}{R}}\gamma ^{4}={\frac {1}{3\varepsilon _{0}}}{\frac {q^{2}}{R}}\left({\frac {E}{mc^{2}}}\right)^{4}}
Dies stimmt aufgrund des Energieerhaltungssatzes mit der Gesamtenergie der emittierten Strahlung überein. Bei Geschwindigkeiten nahe der Lichtgeschwindigkeit nimmt also der Energieverlust des Teilchens durch die Abstrahlung sehr stark mit der kinetischen Energie zu.

## Erzeugung und Anwendung

Synchrotronstrahlung erzeugt durch einen ablenkenden Magneten

Synchrotronstrahlung erzeugt durch abwechselnde Magnetfelder in einem Undulator
1: Magnete,
2: Elektronenstrahl,
3: Strahlungskeule

Synchrotronstrahlung wird für Anwendungszwecke durch Ablenkung von Elektronen mit Bewegungsenergien der Größenordnung 1 Giga-Elektronenvolt (GeV) erzeugt. Dazu dienen Elektronen-Speicherringe und Freie-Elektronen-Laser mit speziell hierfür konstruierten magnetischen Strukturen (Undulatoren).
Für die Erzeugung von Synchrotronstrahlung existieren weltweit etwa 30 Laboratorien. In Deutschland sind das unter anderem BESSY in Berlin, DESY in Hamburg, DELTA an der Technischen Universität Dortmund und ANKA in Karlsruhe.
Eine Reihe von Aspekten sind vorteilhaft für Anwendungen der Synchrotronstrahlung in Wissenschaft und Technik:
- Aus dem breiten Spektrum lässt sich für verschiedene Zwecke ein jeweils geeignetes Frequenzfenster wählen.
- Sie kann mit hoher Intensität erzeugt werden verglichen mit anderen Strahlungsquellen außer Lasern,
- darüber hinaus mit sehr hoher Brillanz.
- Sie lässt sich gepulst erzeugen; Frequenz und Pulsdauer sind (in engen Grenzen) einstellbar.
- Durch ihre gute Berechenbarkeit eignet sie sich als Strahlungsnormal zur Eichung von Strahlungsquellen oder -detektoren.

### Polarisation der Synchrotronstrahlung
Die in Richtung der Ringebene linear polarisierte Strahlung eignet sich beispielsweise gut, um magnetische Materialien mittels mikromagnetischer Untersuchung zu charakterisieren. Die lineare Polarisation kann mittels mechanischer Phasenverschiebung der Magnetisierungsregionen in einem Undulator in zirkulare Polarisation umgewandelt werden; dies ermöglicht höhere Kontraste bei der Untersuchung der Magnetisierungsregionen magnetischer Materialien. Die Bestrahlung racemischer organischer Verbindungen mit zirkular polarisierter Synchrotronstrahlung erlaubt es etwa, in chiralen Aminosäuren einen Enantiomerenüberschuss zu erzielen.

### Brillanzunterschiede
Man unterscheidet Quellen der ersten, zweiten, dritten und vierten Generation. Diese unterscheiden sich im Wesentlichen durch die Brillanz der emittierten Strahlung.
- Bei der ersten Generation wurden Teilchenbeschleuniger der Teilchenphysik „parasitär“ verwendet, das heißt, man nutzte nur die Strahlung, die während des teilchenphysikalischen Betriebes ohnehin unvermeidlich entstand.
- In der zweiten Generation werden Synchrotronstrahlungsquellen allein zur Erzeugung der Strahlung gebaut. Dabei speichert man die beschleunigten Teilchen für mehrere Stunden in Speicherringen und erreicht damit konstante Arbeitsbedingungen. Die Strahlung entsteht nicht nur in den ohnehin vorhandenen Dipolmagneten, sondern zusätzlich in speziellen Magnetstrukturen, den Wigglern.
- Die dritte Generation bilden Synchrotrone mit Undulatoren im Speicherring. Mit Undulatoren kann eine brillantere Strahlung als mit Wigglern erzeugt werden.
- Freie-Elektronen-Laser (FEL) stellen die vierte Generation dar. Erste Anlagen sind FELICITA am DELTA an der TU Dortmund und der FLASH am DESY in Hamburg.

### Anwendungsfelder
Die Synchrotronstrahlung kann genutzt werden für die
- Oberflächenphysik
- Materialwissenschaften
- Röntgenbeugung
- Photochemie
- Röntgentiefenlithographie
- Metrologie
- Mineralogie
- Molekularbiologie
- Biophysik und
- Medizin

## Natürliche Quellen von Synchrotronstrahlung
In der Astronomie tritt Synchrotronstrahlung dann auf, wenn sich ein heißes Plasma in einem Magnetfeld bewegt. Beispiele für kosmische „Synchrotronquellen“ sind Pulsare, Radiogalaxien und Quasare.